# Кіта-Наґоя
Кіта́-Наґо́я (яп. 北名古屋市, きたなごやし, МФА: [kʲita nagoja ɕi̥]?) — місто в Японії, в префектурі Айті. Розташоване в північно-західній частині префектури, на півдні рівнини Міно-Оварі.   Виникло на основі сільських поселень раннього нового часу. Отримало статус міста 2006 року. Площа становить 18,37 км². Станом на 1 серпня 2011 року населення складало 81 754  осіб, густота населення — 4450 осіб/км².  Основою економіки є садівництво, машинобудування, харчова промисловість, комерція.   Місто відіграє роль спального району Наґої.